# 28 september
28 september is de 271ste dag van het jaar (272ste dag in een schrikkeljaar) in de gregoriaanse kalender. Hierna volgen nog 94 dagen tot het einde van het jaar.

## Gebeurtenissen
- Algemeen
  - 1014 - Zuidwest-Nederland en Vlaanderen worden getroffen door de Stormvloed van 1014.[1]
  - 1887 - In China vindt een van de ergste overstromingsrampen ooit plaats door de overstroming van de Gele Rivier. Schattingen over het dodental lopen uiteen van 900.000 tot twee miljoen.
  - 1957 - Inhuldiging van de 'kleine ring' rond Brussel.[1]
  - 1971 - Bij een brand in Hotel 't Silveren Seepaerd in Eindhoven komen elf gasten om het leven.
  - 1987 - In de Braziliaanse stad Goiânia vindt een ernstig ongeluk plaats met radioactief cesium-137.
  - 1989 - Prinses Marie-Christine van België huwt in de Verenigde Staten de Fransman Jean-Paul Gourgues.
  - 1990 - De negende editie van de Grote Winkler Prins Encyclopedie wordt voorgesteld.
  - 1992 - Een Airbus A300 stort neer bij Kathmandu (Nepal). Alle 167 inzittenden, onder wie 14 Nederlanders, komen om het leven. Het was een vlucht van Pakistan International Airlines en was opgestegen vanuit Karachi.
  - 1994 - De veerboot Estonia zinkt in de Oostzee, er zijn 852 slachtoffers. Slechts 137 opvarenden worden gered.[1]
  - 1994 - Een ultimatum van de Berberse Culturele Beweging (MCB) aan de ontvoerders van zanger Matoub Lounès in Algerije wordt ingetrokken "om een veilige terugkeer van ons nationaal symbool alle kans te geven".
  - 2003 - In een koeltoren van de Amercentrale te Geertruidenberg stort een steiger in, waarbij 5 mannen omkomen.
  - 2006 - Opening van Internationale Luchthaven Suvarnabhumi in de Thaise hoofdstad Bangkok.
  - 2014 - Er vallen drie doden en 24 gewonden wanneer een monstertruck het publiek inrijdt bij een evenement in de Nederlandse plaats Haaksbergen.
- Criminaliteit en veiligheid
  - 2023 - Bij twee schietincidenten in Rotterdam vallen drie doden. De verdachte, volgens de politie een student van de Erasmus universiteit, sticht daarnaast ook twee branden. De politie weet de man te arresteren onder het helikopterdek van het Erasmus Medisch Centrum en begint een onderzoek naar de motieven van de verdachte.[2]
- Economie
  - 2023 - De Nederlandse campingaanbieder Vacansoleil is failliet nadat het bedrijf twee dagen geleden uitstel van betaling aanvroeg na een mislukte overnamepoging.[3]
- Kunst en cultuur
  - 2021 - De Nederlandse artiest Spinvis wint de Gouden Notekraker.[4]
  - 2023 - Het CPNB maakt bekend dat aan de schrijvers Edward van de Vendel en Anoush Elman dit jaar de Gouden Griffel is toegekend voor hun boek Misjka. De Gouden Penseel is toegekend aan illustratrice Djenné Fila voor haar werk in het boek Een kleine geschiedenis van de mens door dierenogen, dat is geschreven door Joukje Akveld. De prijzen worden 29 september 2023 uitgereikt tijdens het Boekenbal.[5]
- Oorlog
  - 351 - Slag bij Mursa: Keizer Constantius II verslaat aan de oevers van de Drau (Kroatië) de usurpator Magnus Magnentius.[1]
  - 1066 - Willem de Veroveraar valt Engeland binnen.[1]
  - 1708 - Peter de Grote verslaat de Zweden in de Slag om Lesnaya.[1]
  - 1708 - De Grote Alliantie verslaat de Fransen in de Slag bij Wijnendale
  - 1915 - Britse troepen verslaan de Turken bij Kout-El-Mara in Mesopotamië.
  - 1944 - Duitse troepen verslaan de Britse parachutisten in de Slag om Arnhem.[1]
  - 1983 - De Angolese bevrijdingsbeweging UNITA laat 35 Portugese gijzelaars vrij.
- Politiek
  - 365 - Procopius laat zich in Constantinopel door de Senaat tot keizer (Augustus) uitroepen.
  - 935 - Hertog Wenceslaus de Heilige wordt door een samenzwering van zijn moeder Drahomíra en zijn broer Boleslav I van Bohemen vermoord.
  - 1687 - Het Ottomaanse Rijk staat Athene af aan Venetië.[1]
  - 1844 - Kroonprins Oscar wordt tot koning Oscar I van Zweden gekroond.
  - 1867 - Toronto wordt de hoofdstad van Canada.
  - 1868 - Koningin Isabella II van Spanje vlucht naar Frankrijk.
  - 1919 - Nederland krijgt algemeen kiesrecht (m/v) door inwerkingtreding van de initiatiefwet-Marchant ("de Wet-Jacobs")
  - 1939 - Duitsland en de Sovjet-Unie komen overeen Polen te verdelen.
  - 1950 - Indonesië wordt toegelaten tot de Verenigde Naties.[1]
  - 1961 - De Verenigde Arabische Republiek tussen Egypte en Syrië valt uit elkaar.
  - 1990 - In de Filipijnen worden zestien militairen veroordeeld tot levenslange gevangenisstraffen wegens hun aandeel in de moord, op Benigno Aquino, de toenmalige oppositieleider en echtgenoot van de latere president Corazon Aquino, in 1983.
  - 1991 - De Komsomol, de jeugdorganisatie van de communistische partij van de Sovjet-Unie, maakt een einde aan haar activiteit en heft zich daarmee de facto op.
- Religie
  - 1823 - Kardinaal Annibale della Genga wordt gekozen tot Paus Leo XII.
  - 1958 - Bisschopswijding van Karol Wojtyła, hulpbisschop van Krakau, door aartsbisschop Eugeniusz Baziak van Lviv in Oekraïne, apostolisch administrator van Krakau.
- Sport
  - 1930 - Oprichting van de Portugese voetbalclub CD Trofense.
  - 1949 - Oprichting van de Colombiaanse voetbalclub Cúcuta Deportivo.
  - 2000 - Noorwegen wint het tweede olympische voetbaltoernooi voor vrouwen door titelhouder Amerika in de finale met 3-2 te verslaan.
  - 2002 - Het Zuid-Afrikaans voetbalelftal wint de zesde editie van de COSAFA Cup door in de finale (over twee wedstrijden) Malawi te verslaan.
  - 2013 - De Nederlandse Marianne Vos wordt in Florence wereldkampioene bij de wegrit vrouwen elite.
  - 2014 - De Pool Michał Kwiatkowski wordt wereldkampioen wielrennen op de weg bij de profs in de Spaanse plaats Ponferrada.
  - 2014 -  De Keniaan Dennis Kimetto wint de marathon van Berlijn in een nieuwe wereldrecordtijd: 2u02'57". Voor het eerst loopt een atleet de marathon in een tijd onder de twee uur en drie minuten.
  - 2019 - Sifan Hassan is in Doha wereldkampioene geworden op de 10.000 meter bij de Wereldkampioenschappen atletiek 2019. Annemiek van Vleuten is wereldkampioen op de weg geworden in Harrogate bij de Wereldkampioenschappen wielrennen 2019.
- Wetenschap en technologie
  - 1924 - Eerste vlucht rond de wereld, door twee vliegtuigen van het Amerikaanse leger.
  - 1951 - Ontdekking van Ananke, een maan van Jupiter, door Seth Barnes Nicholson op een foto gemaakt met de 2.5 meter Hooker telescoop van het Mount Wilson-Observatorium (Californië).[6]
  - 1957 - Koningin Juliana opent de Velsertunnel in Noord-Holland.[1]
  - 1962 - Canada lanceert zijn eerste satelliet, Alouette 1. Hiermee is Canada het derde land, achter de Verenigde Staten en de Sovjet-Unie, dat een eigen satelliet heeft gebouwd en gelanceerd.[7]
  - 1990 - De TGV-Atlantique wordt in gebruik genomen.[1]
  - 2003 - Italië wordt getroffen door een enorme stroomstoring.
  - 2003 - Vanaf de lanceerbasis Centre Spatial Guyanais bij Kourou (Frans-Guyana) wordt de SMART-1 gelanceerd, de eerste Europese ruimtesonde die door de Europese Ruimtevaartorganisatie ESA naar de maan wordt gezonden.
  - 2015 - Een totale maansverduistering vindt plaats die zichtbaar is in Amerika, Europa, Afrika en West-Azië. Deze verduistering is de 26e in Sarosreeks 137.[8]
  - 2015 - NASA heeft mogelijk vloeibaar water op Mars gevonden.
  - 2022 - Voor het eerst wordt een Europese vrouw commandant van het ISS. De eer valt ten deel aan ESA astronaut Samantha Cristoforetti en zij is daarmee de vijfde ESA astronaut die deze taak op zich neemt.[9][10]

## Geboren

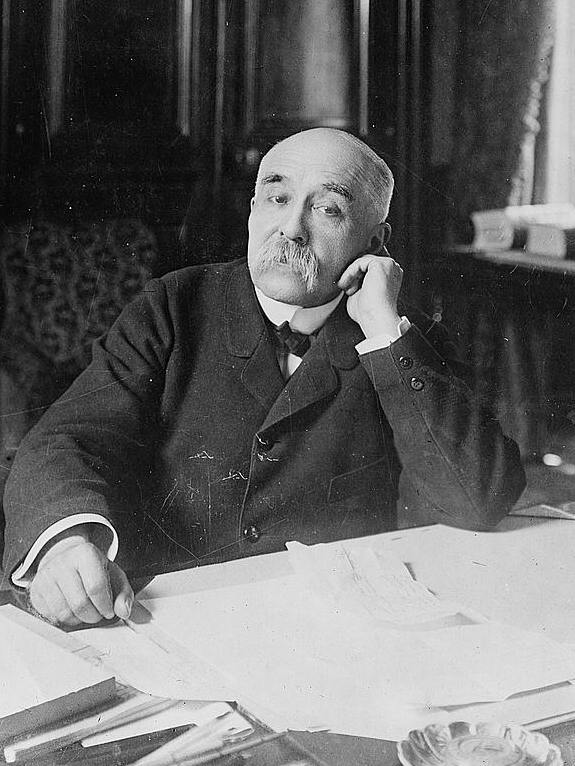
Georges Clemenceau,
geboren in 1841

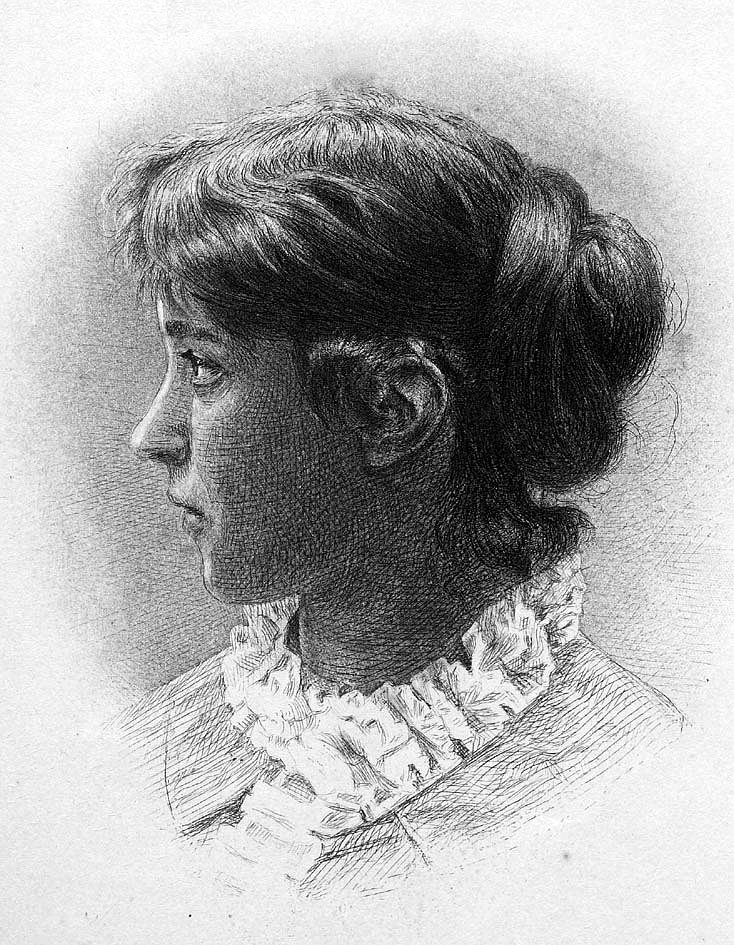
Alice de Chambrier,
geboren in 1861

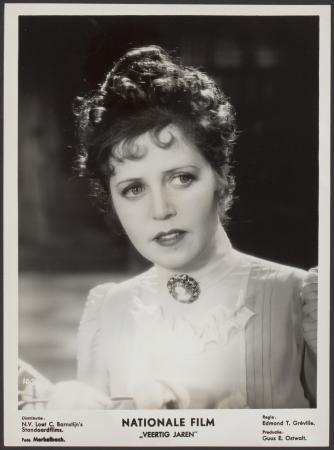
Lily Bouwmeester,
geboren in 1901

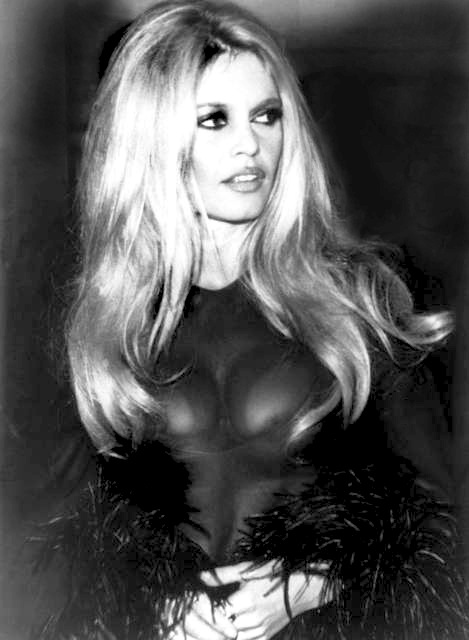
Brigitte Bardot,
geboren in 1934

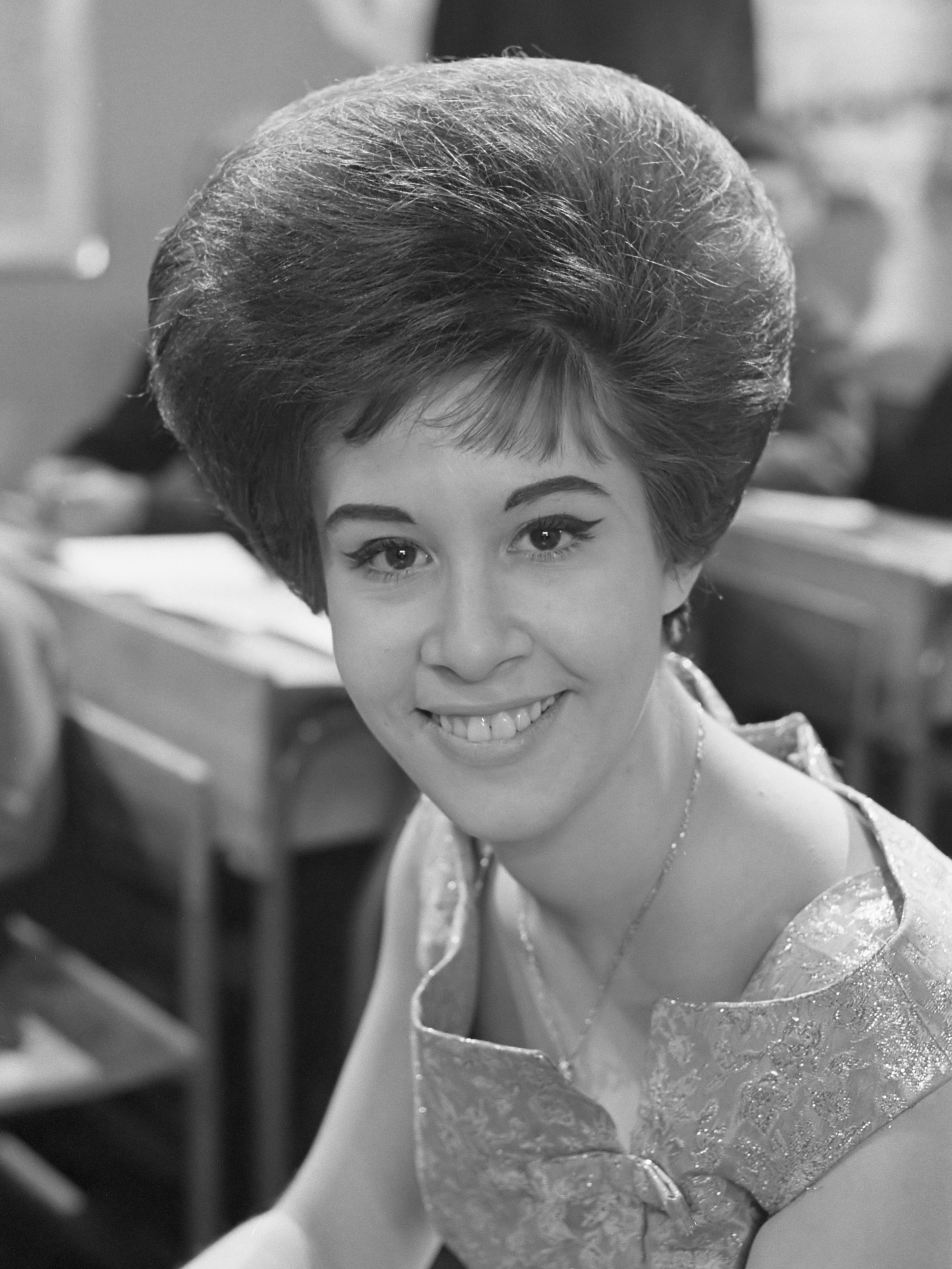
Helen Shapiro,
geboren in 1946

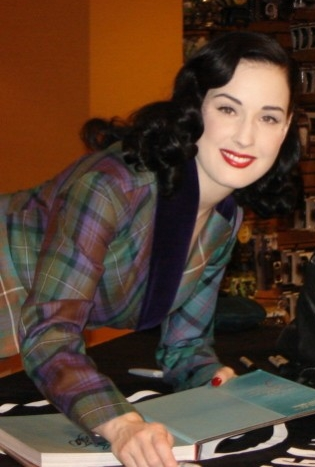
Dita Von Teese,
geboren in 1972

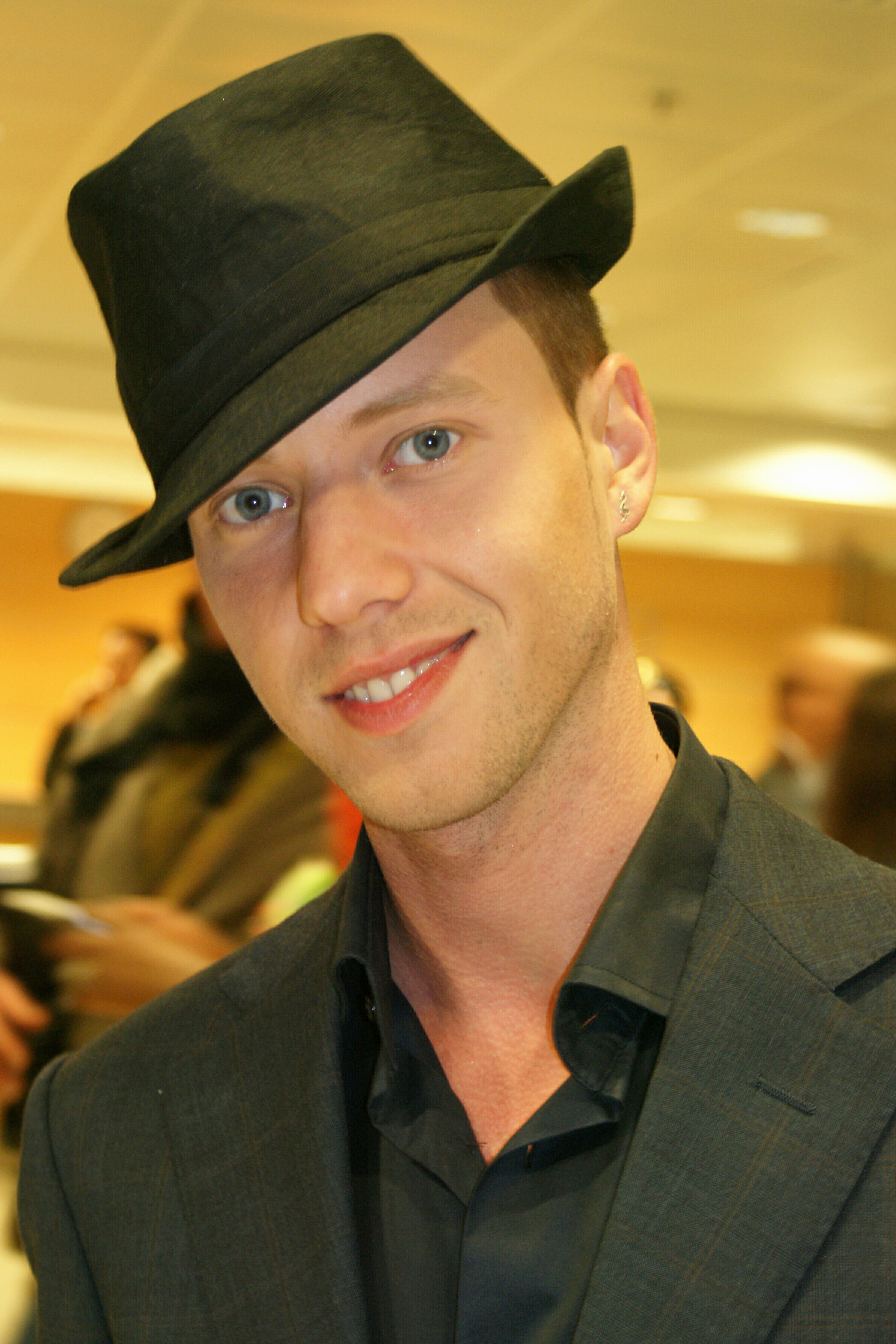
Sasha Son,
geboren in 1983

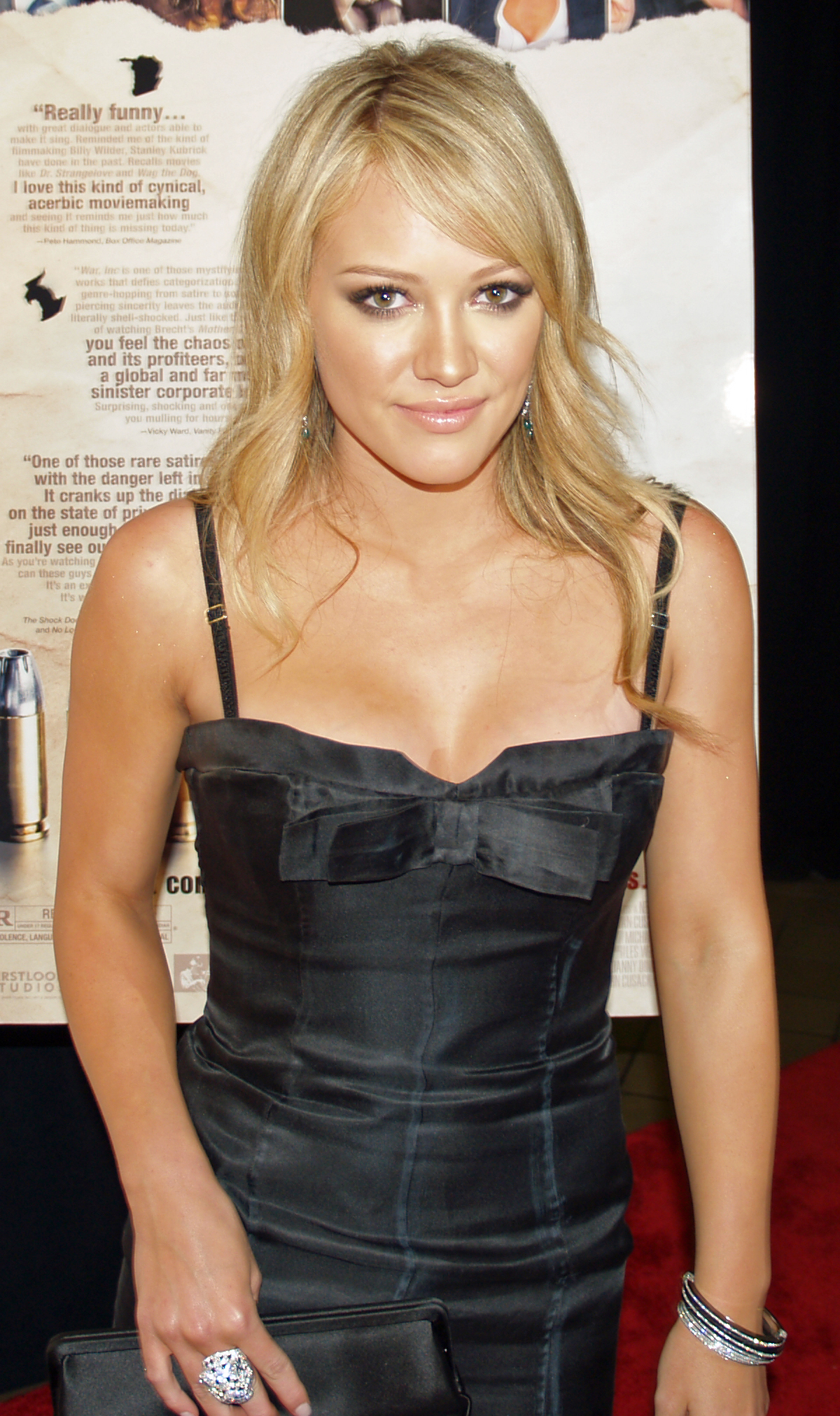
Hilary Duff,
geboren in 1987

- 551 v.Chr. - Confucius, Chinees filosoof (overleden 479 v.Chr.)
- 1746 - Sir William Jones, Brits linguïst (overleden 1794)
- 1803 - Prosper Mérimée, Frans schrijver (overleden 1870)
- 1827 - Douwe Casparus van Dam, Nederlands ontdekkingsreiziger en natuuronderzoeker (overleden 1898)
- 1841 - Georges Clemenceau, minister-president van Frankrijk (overleden 1929)
- 1858 - Eugène Van de Walle, Belgisch notaris en liberaal politicus (overleden 1916)
- 1861 - Alice de Chambrier, Zwitsers schrijfster en dichteres (overleden 1882)
- 1863 - Karel I van Portugal (overleden 1908)
- 1865 - Marie Amélie van Orléans, koningin van Portugal (overleden 1951)
- 1887 - Avery Brundage, Amerikaans sportbestuurder (overleden 1975)
- 1888 - H.C. McNeile, Brits soldaat en auteur (overleden 1937)
- 1892 - Edmond Thieffry, Belgisch luchtvaartpionier (overleden 1929)
- 1899 - Catrinus Mak, Nederlands predikant (overleden 1983)
- 1900 - Boris Jefimov, Russisch cartoonist (overleden 2008)
- 1901 - Lily Bouwmeester, Nederlands actrice (overleden 1993)
- 1901 - Ed Sullivan, Amerikaans televisiepresentator (overleden 1974)
- 1902 - Anton Bicker Caarten, Nederlands molendeskundige en schrijver (overleden 1990)
- 1903 - Albert Vigoleis Thelen, Duits schrijver (overleden 1989)
- 1904 - Henk Hofstra, Nederlands politicus en hoogleraar (overleden 1999)
- 1905 - Max Schmeling, Duits bokser (overleden 2005)
- 1907 - Floor van Cleemputte, Nederlands oudste man (overleden 2015)
- 1908 - Conny Patijn, Nederlands politicus (overleden 2007)
- 1910 - Diosdado Macapagal, Filipijns president (overleden 1997)
- 1913 - Alice Marble, Amerikaans tennisspeelster (overleden 1990)
- 1915 - Ethel Rosenberg, Amerikaans communiste (overleden 1953)
- 1916 - Kees van Aelst, Nederlands waterpoloër (overleden 2000)
- 1916 - Peter Finch, Brits filmacteur (overleden 1977)
- 1918 - Ángel Labruna, Argentijns voetballer (overleden 1983)
- 1920 - Jiggs Peters, Amerikaans autocoureur (overleden 1993)
- 1921 - Piet Peters, Nederlands wielrenner (overlijdensjaar 1993)
- 1921 - Wim Peters, Nederlands burgemeester (overleden 2019)
- 1922 - Jules Sedney, Surinaams politicus (overleden 2020)
- 1923 - William Windom, Amerikaans acteur (overleden 2012)
- 1924 - Russ Congdon, Amerikaans autocoureur (overleden 1998)
- 1924 - Marcello Mastroianni, Italiaans toneelspeler (overleden 1996)
- 1925 - Seymour Cray, Amerikaans elektrotechnicus, architect van supercomputers (overleden 1996)
- 1928 - Koko Taylor, Amerikaans blueszangeres (overleden 2009)
- 1929 - Lata Mangeshkar, Indiaas zangeres (overleden 2022)
- 1929 - Nikolaj Ryzjkov, Sovjet-Russisch politicus (overleden 2024)
- 1930 - Tommy Collins, Amerikaans countryzanger (overleden 2000)
- 1930 - Immanuel Wallerstein, Amerikaans socioloog (overleden 2019)
- 1931 - Frank Lodeizen, Nederlands beeldend kunstenaar (overleden 2013)
- 1932 - Jeremy Isaacs, Brits tv-producent
- 1933 - Paul Coppejans, Belgisch atleet (overleden 2018)
- 1934 - Brigitte Bardot, Frans filmactrice en dierenactiviste
- 1934 - Joop Lahnstein, Nederlands oud-politicus, onderwijzer en acteur (overleden 2018)
- 1937 - Rob Agerbeek, Indonesisch-Nederlands jazzpianist (overleden 2023)
- 1937 - Bob Schul, Amerikaans atleet (overleden 2024)
- 1938 - Gerd Dudek, Duits jazzsaxofonist en -fluitist (overleden 2022)
- 1938 - Ben E. King, Amerikaans zanger (overleden 2015)
- 1939 - Kurt Luedtke, Amerikaans journalist en scenarioschrijver (overleden 2020)
- 1941 - Edmund Stoiber, Duits politicus
- 1941 - Luc Van Looy, Belgisch bisschop van Gent
- 1942 - Marshall Bell, Amerikaans acteur
- 1942 - Donna Leon, Amerikaans detectiveschrijfster
- 1943 - Marcel Colla, Belgisch politicus
- 1943 - J.T. Walsh, Amerikaans acteur (overleden 1998)
- 1944 - Jean Janssens, Belgisch voetballer
- 1944 - Miloš Zeman, Tsjechisch politicus; president 2013-23
- 1945 - Vincent Mentzel, Nederlands fotograaf
- 1946 - Helen Shapiro, Brits zangeres
- 1947 - Volodymyr Trosjkin, Oekraïens voetballer en voetbaltrainer (overleden 2020)
- 1947 - Michael van Praag, Nederlands voetbalbestuurder
- 1949 - Wimken van Diene (Willem Terhorst), Nederlands basgitarist
- 1949 - Jimmy Bo Horne, Amerikaans zanger
- 1950 - Paul Burgess, Brits slagwerker
- 1951 - Jim Diamond, Brits popzanger en songwriter (overleden 2015)
- 1952 - Hideki Kita, Japans atleet
- 1952 - Sylvia Kristel, Nederlands filmactrice (overleden 2012)
- 1954 - Geir Jensen, Noors kunstenaar
- 1956 - Guus Bierings, Nederlands wielrenner
- 1959 - Joost Adema, Nederlands roeier
- 1959 - Roland Beck, Liechtensteins voetbalscheidsrechter
- 1959 - Ron Fellows, Canadees autocoureur
- 1959 - Angela Groothuizen, Nederlands televisiepresentatrice en zangeres
- 1959 - Rein Jansma, Nederlands architect (overleden 2023)
- 1960 - Mehmed Baždarević, Bosnisch voetballer en voetbaltrainer
- 1960 - Jennifer Rush (Heidi Stern), Amerikaans zangeres
- 1960 - René Verhulst, Nederlands politicus en schrijver
- 1960 - Socrates Villegas, Filipijns bisschop
- 1961 - Jordanka Donkova, Bulgaars atlete
- 1961 - Edwin Olde Riekerink, Nederlands voetballer en voetbalmakelaar
- 1961 - Tatiana de Rosnay, Frans schrijfster
- 1961 - George Rossi, Brits acteur (overleden 2022)
- 1961 - Tineke Strik, Nederlands (euro)politica
- 1962 - Stellan Brynell, Zweeds schaker
- 1962 - Guno Castelen, Surinaams politicus
- 1962 - Harm van Veldhoven, Nederlands-Belgisch voetballer
- 1963 - Vera Mann, Belgisch musical-actrice
- 1963 - Paulo César Vieira Rosa (Paulinho McLaren), Braziliaans voetballer
- 1964 - Claudio Borghi, Argentijns voetballer en voetbalcoach
- 1964 - Andrea Croonenberghs, Belgisch actrice, zangeres en omroepster
- 1964 - Janeane Garofalo, Amerikaans actrice en comédienne
- 1965 - Myriam Bronzwaar, Belgisch actrice
- 1965 - Bernard Greene, Amerikaans-Duitse rapper bekend als B.G. the Prince of Rap (overleden in 2023)
- 1965 - Jaroslav Timko, Slowaaks voetballer
- 1967 - Mira Sorvino, Amerikaans filmactrice
- 1967 - Moon Zappa, Amerikaans zangeres en actrice
- 1968 - Mika Häkkinen, Fins autocoureur
- 1968 - Naomi Watts, Australisch filmactrice
- 1969 - Vladimir Chuchelov, Belgisch schaker
- 1969 - Marcel Dost, Nederlands atleet
- 1969 - Nico Vaesen, Belgisch voetballer
- 1970 - Kimiko Date, Japans tennisspeelster
- 1971 - Sven Meinhardt, Duits hockeyer
- 1972 - Tamaki Serizawa, Japans motorcoureur
- 1972 - Noëlle Smit, Nederlands illustratrice
- 1972 - Dita Von Teese, Amerikaans model en actrice
- 1973 - Jori Hulkkonen, Fins danceproducer
- 1973 - Diederik van Weel, Nederlands hockeyer
- 1974 - Joonas Kolkka, Fins voetballer
- 1974 - Raymond van Meenen, Nederlands voetbalscheidsrechter
- 1975 - Saverio Costanzo, Italiaans regisseur en scenarioschrijver
- 1975 - Valérien Ismaël, Frans voetballer
- 1975 - Lenny Krayzelburg, Oekraïens-Amerikaans zwemmer
- 1976 - Jaïr Ferwerda, Nederlands televisiepresentator en programmamaker
- 1977 - Young Jeezy (Jay Wayne Jenkins), Amerikaans rapper
- 1978 - Kenneth Ferrie, Brits golfer
- 1979 - Fabrice Ehret, Frans voetballer
- 1979 - Bam Margera, Amerikaans skateboarder, acteur en radiopresentator
- 1979 - Tristan Peersman, Belgisch voetballer
- 1980 - Leonie ter Braak, Nederlands model, televisiepresentatrice en actrice
- 1980 - Brigitta Callens, Belgisch fotomodel
- 1980 - Jelena Chroestaleva, Kazachs biatlete
- 1980 - Thijs Zonneveld, Nederlands wielrenner, journalist en schrijver
- 1981 - Carlos Coloma, Spaans mountainbiker
- 1981 - Hind Dekker-Abdulaziz, Nederlands Iraaks politica
- 1981 - Jorge Guagua, Ecuadoraans voetballer
- 1981 - Loïc Loval, Frans voetballer
- 1981 - Trixi Worrack, Duits wielrenster
- 1982 - Aleksandr Anjoekov, Russisch voetballer
- 1982 - Nolwenn Leroy, Frans zangeres
- 1982 - Marco Weber, Duits schaatser
- 1983 - Olfert Molenhuis, Nederlands atleet
- 1983 - Joe Murnan, Engels darter
- 1983 - Jānis Paipals, Lets langlaufer
- 1983 - Sasha Son, Litouws zanger
- 1984 - Ronald Schröer, Nederlands atleet
- 1984 - Ilvy Njiokiktjien, Nederlands fotografe
- 1984 - Kaylin Richardson, Amerikaans alpineskiester
- 1984 - Melody Thornton, Amerikaans zangeres
- 1984 - Mathieu Valbuena, Frans voetballer
- 1986 - Romain Haghedooren, Belgisch voetballer
- 1986 - Daniel Platzman, Amerikaans muzikant, songwriter en producer.
- 1987 - Hilary Duff, Amerikaans zangeres en actrice
- 1987 - Filip Flisar, Sloveens freestyleskiër
- 1987 - Carlos Adriano de Sousa Cruz (Adriano Michael Jackson), Braziliaans voetballer
- 1988 - Marin Čilić, Kroatisch tennisser
- 1988 - Esmée Denters, Nederlands zangeres
- 1988 - Martina Grimaldi, Italiaans zwemster
- 1989 - Çağla Büyükakçay, Turks tennisspeelster
- 1989 - Amandine Henry, Frans voetbalster
- 1989 - Raphael Holzdeppe, Duits atleet
- 1989 - Mark Randall, Engels voetballer
- 1990 - Zhu Qianwei, Chinees zwemster
- 1990 - Patrick Reiterer, Italiaans autocoureur
- 1992 - Skye McCole Bartusiak, Amerikaans actrice (overleden 2014)
- 1992 - Adeline Baud, Frans alpineskiester
- 1994 - Corinne Suter, Zwitsers alpineskiester
- 1994 - Kika Sprangers, Nederlands jazzmuzikante
- 1996 - Thijs Boermans, Nederlands acteur
- 1996 - Arthur Jussen, Nederlands pianist
- 2000 - Tyrell Terry, Amerikaans basketballer
- 2002 - Mykolas Alekna, Litouws discuswerper
- 2002 - Shunsuke Mito, Japans voetballer
- 2002 - Gaetano Oristanio, Italiaans voetballer
- 2004 - Iván Fresneda, Spaans voetballer
- 2004 - Isack Hadjar, Frans-Algerijns autocoureur
- 2005 - Adam Daghim, Deens-Palestijns voetballer
- 2006 - Momona Tamada, Canadees actrice

## Overleden

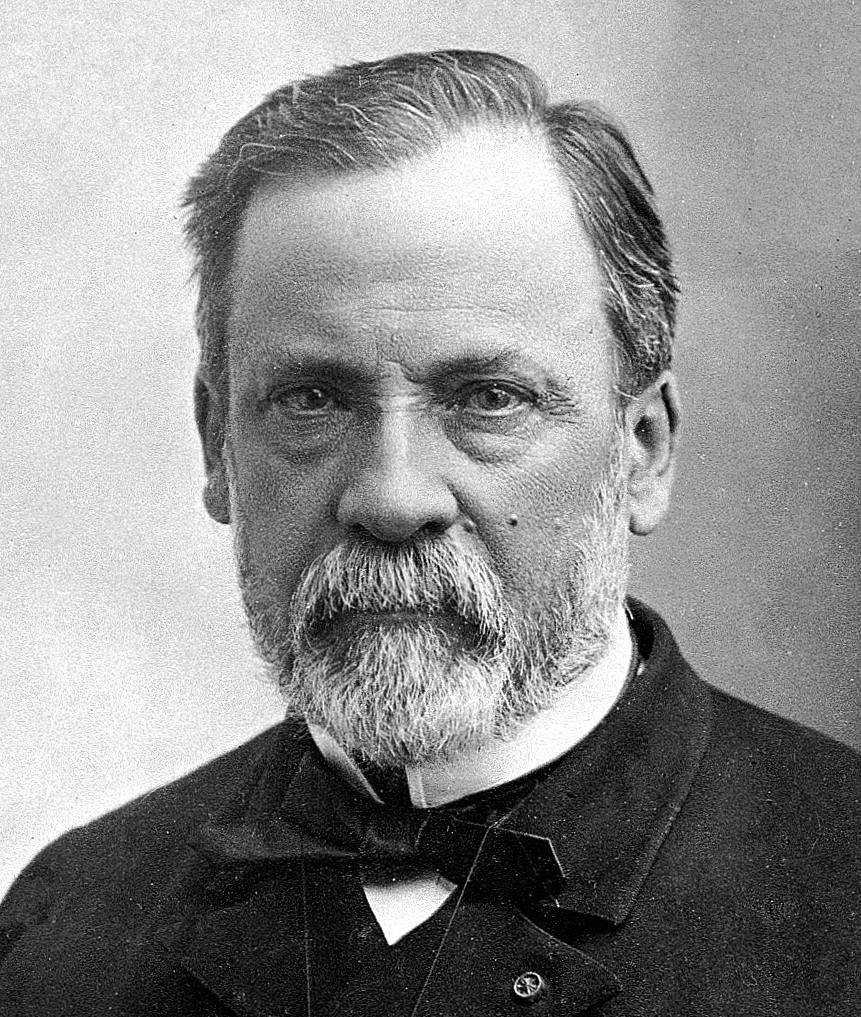
Louis Pasteur,
overleden in 1895

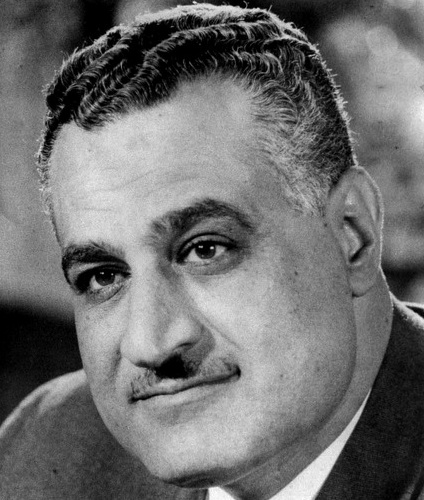
Gamal Abdel Nasser,
overleden in 1970

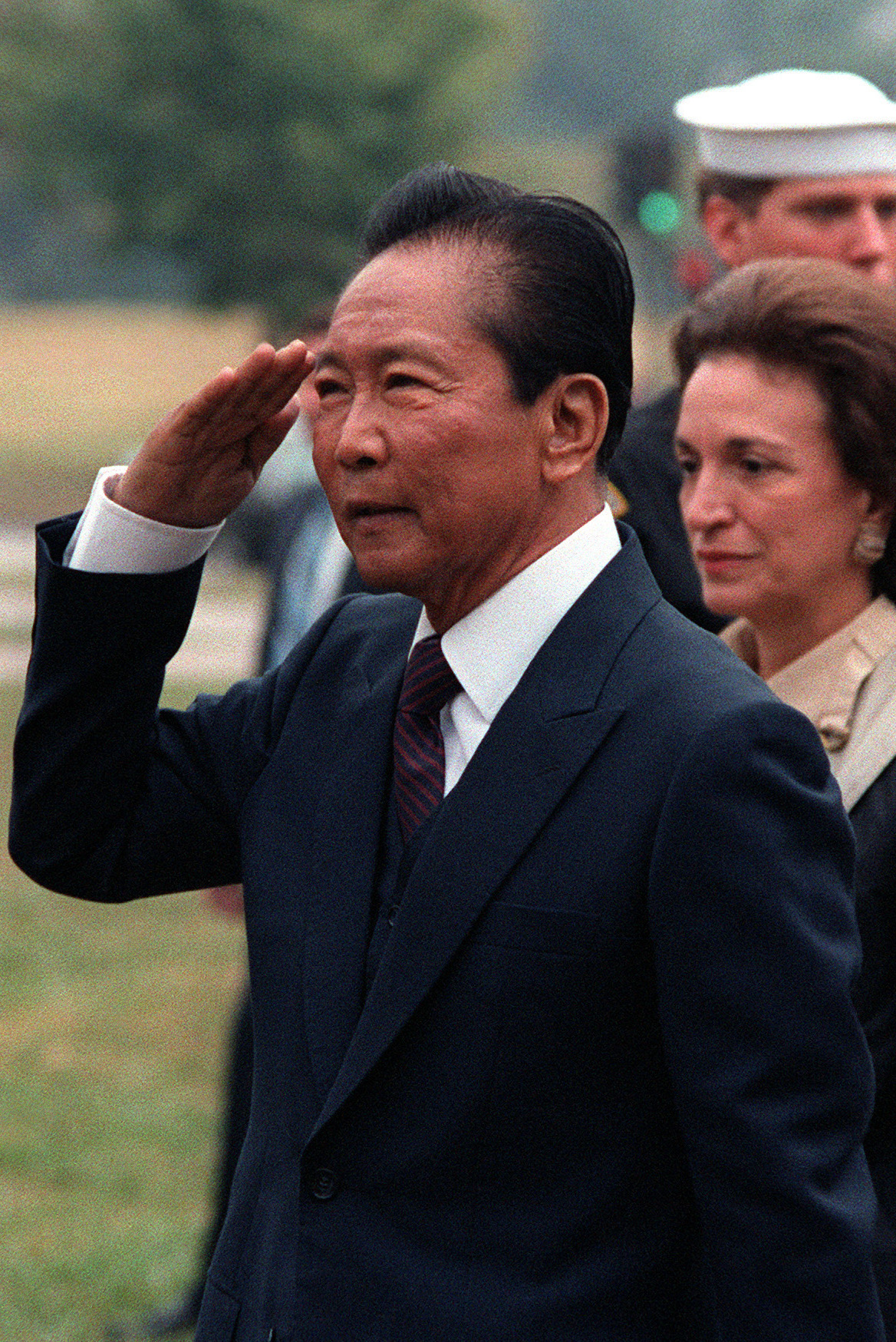
Ferdinand Marcos,
overleden in 1989

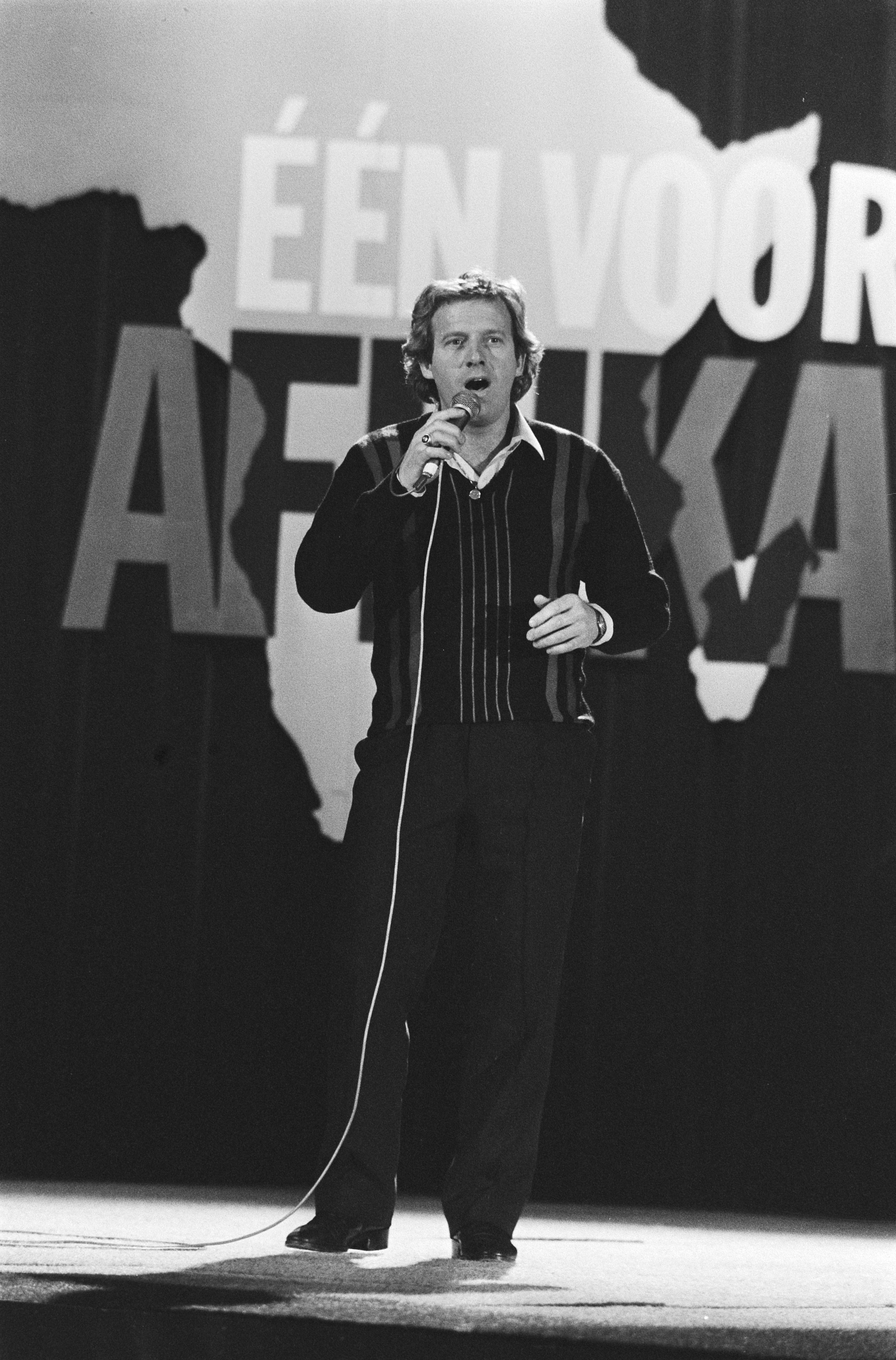
Koos Alberts,
overleden in 2018

- 48 v.Chr. - Gnaeus Pompeius Magnus (58), Romeins staatsman
- 420 - Eustochium (~52), volgelinge van Hiëronymus
- 876 - Lodewijk de Duitser (70), Frankisch koning
- 1105 - Simon van Sicilië (12), grootgraaf Sicilië
- 1168 - Koenraad van Babenberg (c. 53), aartsbisschop van Salzburg
- 1618 - Gilles van Leedenberch (68), raadspensionaris van de Staten van Utrecht
- 1667 - Jacobus Golius (71), Nederlands oriëntalist
- 1891 - Herman Melville (72), Amerikaans schrijver
- 1895 - Louis Pasteur (72), Frans wetenschapper
- 1911 - Lodewijk Pincoffs (84), Nederlands zakenman
- 1918 - Georg Simmel (60), Duits filosoof en socioloog
- 1926 - Helen Allingham (78), Engels illustratrice en aquarelliste
- 1932 - Emil Orlík (62), Tsjechisch schilder, etser en lithograaf
- 1940 - Leonard Springer (85), Nederlands tuin- en landschapsarchitect
- 1953 - Edwin Hubble (63), Amerikaans astronoom
- 1958 - Jimmy Reece (28), Amerikaans autocoureur
- 1959 - Vincent Richards (56), Amerikaans tennisser
- 1964 - Harpo Marx (75), Amerikaans filmacteur
- 1966 - André Breton (70), Frans dichter en essayist
- 1970 - John Dos Passos (74), Amerikaans schrijver
- 1970 - Gamal Abdel Nasser (52), tweede president van Egypte
- 1975 - Sytse Ulbe Zuidema (69), Nederlands filosoof
- 1978 - Paus Johannes Paulus I (65) (Albino Luciani)
- 1983 - Ko Willems (82), Nederlands wielrenner
- 1985 - Gerrit Dessing (75), Nederlands militair
- 1985 - André Kertész (91), Hongaars-Amerikaans fotograaf
- 1985 - Lobsang Samten (~52), Tibetaans geestelijke en politicus
- 1989 - Ferdinand Marcos (72), president van de Filipijnen
- 1991 - Miles Davis (65), Amerikaans jazzmusicus
- 1994 - José Francisco Ruiz Massieu (58), Mexicaans politicus
- 1996 - Menato Boffa (66), Italiaans autocoureur
- 2000 - Pierre Trudeau (80), minister-president van Canada
- 2003 - Althea Gibson (76), Amerikaans tennisspeelster
- 2003 - Elia Kazan (94), Amerikaans filmregisseur
- 2005 - Pol Bury (83), Belgisch beeldhouwer en kunstschilder
- 2008 - Malalai Kakar (41), Afghaans politiefunctionaris
- 2008 - Mia Smelt (94), Nederlands radiopresentatrice
- 2009 - Guillermo Endara (73), Panamees jurist en politicus
- 2010 - Arthur Penn (88), Amerikaans film- en toneelregisseur
- 2012 - Michael O'Hare (60), Amerikaans acteur
- 2013 - Maurice De Kerpel (86), Belgisch politicus
- 2013 - Friso Henstra (85), Nederlands illustrator
- 2014 - Ieke van den Burg (62), Nederlands politica
- 2014 - Bas Oudt (58), Nederlands grafisch ontwerper
- 2015 - Frank Martinus Arion (78), Antilliaans schrijver
- 2015 - Siert Bruins (94), Nederlands-Duits oorlogsmisdadiger
- 2015 - Catherine E. Coulson (71), Amerikaans actrice
- 2015 - John Guillermin (89), Brits regisseur
- 2015 - Ignacio Zoco (76), Spaans voetballer
- 2016 - Shimon Peres (93), Israëlisch politicus, premier en president
- 2017 - Benjamin Whitrow (80), Brits acteur
- 2018 - Koos Alberts (71), Nederlands zanger
- 2019 - Felix Uyttenbroeck (92), Belgisch atleet
- 2021 - Eberhard Jüngel (87), Duits luthers theoloog
- 2021 - Bienvenido Lumbera (89), Filipijns schrijver
- 2021 - Jaap Maarleveld (97), Nederlands acteur
- 2021 - Barry Ryan (72), Brits zanger
- 2021 - Dr. Lonnie Smith (79), Amerikaans jazzorganist
- 2021 - Fred Woudhuizen (62), Nederlands historicus
- 2022 - Coolio (Artis Ivey) (59), Amerikaans rapper, acteur en platenproducer[11]
- 2022 - Jentsje Popma (100), Nederlands schilder en beeldhouwer
- 2022 - Gerda van Cleemput (86), Belgisch schrijfster
- 2023 - Stephen Ackles (57), Noors muzikant
- 2023 - Dianne Feinstein (90), Amerikaans politica
- 2023 - Monkombu Swaminathan (98), Indiaas landbouwkundige
- 2024 - Drake Hogestyn (70), Amerikaans acteur
- 2024 - Kris Kristofferson (88), Amerikaans country-songwriter, zanger en acteur
- 2024 - Alexandre do Nascimento (99), Angolees kardinaal
- 2024 - Jacques Teugels (78), Belgisch voetballer

## Viering/herdenking
- Rooms-Katholieke kalender:

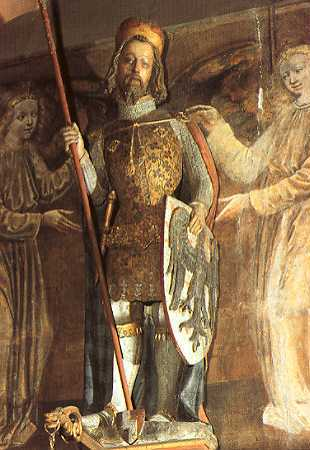
Heilige Wenceslaus

  - Heilige Wenceslaus († c. 929) - Vrije Gedachtenis
  - Heilige Laurentius Ruiz, Lazarus van Kyoto, Antonio Gonzales, Guillaume Courtet en gezellen, martelaren van Japan († 1637) - Vrije Gedachtenis
  - Heilige Lioba (van de St.-Petersberg) († c. 780)
  - Heilige Eustochium († c. 419)
  - Heilige Martelaren van China, o.a. Amandina van Schakkebroek († 1900)
  - Heilige Simon de Rojas (1552-1624)
- International Safe Abortion day

## Weerextremen

### Nederland
| | Officiële records | Officiële records | Officiële records |      | Landelijke records | Landelijke records | Landelijke records                                    |
| Gebeurtenis | Jaar              | Extreem           | Locatie           | Jaar | Extreem            | Locatie            |                                                       |
| --- | ----------------- | ----------------- | ----------------- | ---- | ------------------ | ------------------ | ----------------------------------------------------- |
| Laagste etmaalgemiddelde temperatuur (°C) | 1943              | 6,5               | De Bilt           |      | 1919               | 6,4                | Maastricht                                            |
| Hoogste etmaalgemiddelde temperatuur (°C) | 2016              | 18,7              | De Bilt           |      | 1948               | 19,7               | Maastricht                                            |
| Laagste minimumtemperatuur (°C) | 1939              | −1,0              | De Bilt           |      | 1939               | −1,0               | De Bilt                                               |
| Hoogste minimumtemperatuur (°C) | 2016              | 16,2              | De Bilt           |      | 2016               | 17,9               | Wijk aan Zee                                          |
| Laagste maximumtemperatuur (°C) | 1943              | 8,0               | De Bilt           |      | 1943               | 8,0                | De Bilt                                               |
| Hoogste maximumtemperatuur (°C) | 1992              | 24,4              | De Bilt           |      | 1934               | 27,5               | Maastricht                                            |
| Hoogste uurgemiddelde windsnelheid (m/s) | 1956              | 13,4              | De Bilt           |      | 1975               | 23,7               | IJmuiden                                              |
| Hoogste windstoot (m/s) | 1956              | 26,8              | De Bilt           |      | 1975               | 37,0               | Cadzand                                               |
| Langste zonneschijnduur (uur) | 2013              | 10,8              | De Bilt           |      | 1992 2011 2013     | 11,0               | Hoogeveen Twenthe Berkhout, Leeuwarden, Valkenburg ZH |
| Langste neerslagduur (uur) | 1930              | 8,4               | De Bilt           |      | 2020               | 17,6               | Wilhelminadorp                                        |
| Hoogste etmaalsom van de neerslag (mm) | 1918              | 20,0              | De Bilt           |      | 2022               | 35,1               | Volkel                                                |
| Laagste etmaalgemiddelde relatieve vochtigheid (%) | 1912              | 66                | De Bilt           |      | 1929               | 54                 | Maastricht                                            |
| Laagste uurwaarde luchtdruk op zeeniveau (hPa) | 1974              | 994,3             | De Bilt           |      | 1974               | 991,6              | De Kooy                                               |
| Hoogste uurwaarde luchtdruk op zeeniveau (hPa) | 2015              | 1038,7            | De Bilt           |      | 2015               | 1039,4             | Hoorn Terschelling                                    |
| Officiële records worden altijd gemeten op het KNMI-weerstation in De Bilt. Landelijke records kunnen worden gemeten op elk officieel KNMI-weerstation in Nederland. |                   |                   |                   |      |                    |                    |                                                       |

Uitzonderlijke gebeurtenissen
- 1916 - Laatste officiële warme dag van het jaar (maximumtemperatuur ≥ 20 °C in De Bilt)
- 1929 - Laatste officiële warme dag van het jaar (maximumtemperatuur ≥ 20 °C in De Bilt)
- 1935 - Laatste officiële warme dag van het jaar (maximumtemperatuur ≥ 20 °C in De Bilt)
- 1939 - Officieel maandrecord laagste minimumtemperatuur in °C van september gemeten in De Bilt: −1,0
- 1943 - Officieel maandrecord laagste maximumtemperatuur in °C van september gemeten in De Bilt: 8,0
- 1943 - Landelijk maandrecord laagste maximumtemperatuur in °C van september gemeten in De Bilt: 8,0
- 1948 - Laatste officiële warme dag van het jaar (maximumtemperatuur ≥ 20 °C in De Bilt)
- 1956 - Officieel maandrecord hoogste windstoot in m/s van september gemeten in De Bilt: 26,8. Samen met 12 september 1957
- 1975 - Landelijk maandrecord hoogste windstoot in m/s van september gemeten in Cadzand: 37,0. Samen met 21 september 2018
- 1980 - Laatste officiële warme dag van het jaar (maximumtemperatuur ≥ 20 °C in De Bilt)
- 1992 - Laatste officiële warme dag van het jaar (maximumtemperatuur ≥ 20 °C in De Bilt)
- 2016 - Laatste officiële warme dag van het jaar (maximumtemperatuur ≥ 20 °C in De Bilt)

### België
Dagrecords
- 1943 - Laagste etmaalgemiddelde temperatuur 6,1 °C
- 1934 - Hoogste etmaalgemiddelde temperatuur 20,5 °C
- 1939 - Laagste minimumtemperatuur 1,8 °C
- 1934 - Hoogste maximumtemperatuur 28,7 °C
- 1973 - Hoogste etmaalsom van de neerslag 23,8 mm

Uitzonderlijke gebeurtenissen
- 1934 - Maximumtemperatuur tot 27,8 °C in Oostende.
- 1943 - Maximumtemperatuur zakt tot 9,2 °C in Ukkel, 7,6 °C in Gerdingen (Bree) en 6,3 °C in Wardin (Bastogne).
- 1961 - 40 mm neerslag in 35 minuten in Klemskerke.

<< · 1 · 2 · 3 · 4 · 5 · 6 · 7 · 8 · 9 · 10 · 11 · 12 · 13 · 14 · 15 · 16 · 17 · 18 · 19 · 20 · 21 · 22 · 23 · 24 · 25 · 26 · 27 · 28 · 29 · 30 · >>